# حمام رومی

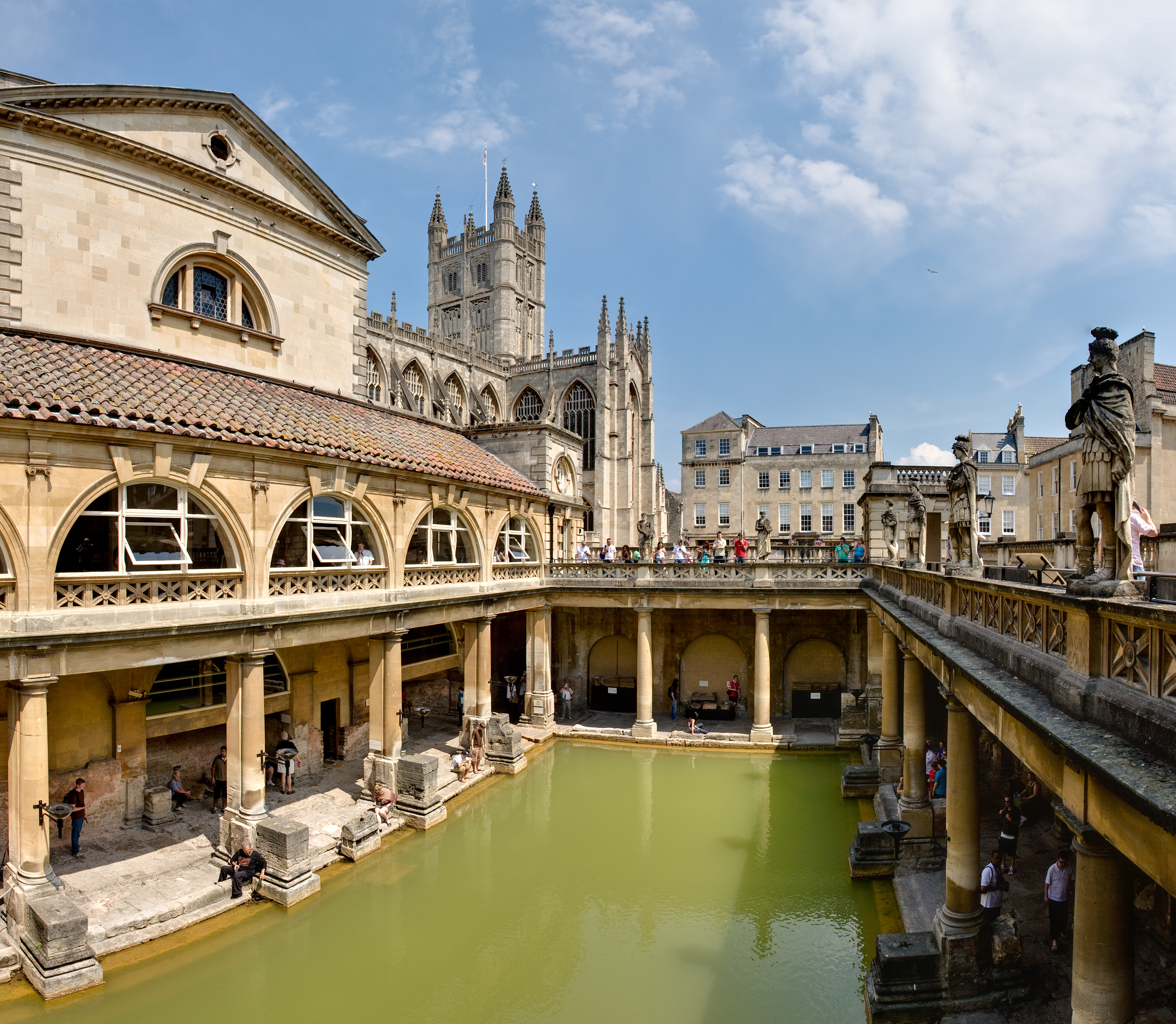
حمامی رومی در شهر باث انگلستان که امروزه به عنوان مقصدی توریستی از آن استفاده می‌شود.

حمام رومی یا ترمی (انگلیسی: Thermae)، به امکاناتی رفاهی در روم باستان گفته می‌شود که در قیاس بالنی، در ابعاد بزرگتری ساخته می‌شوند و بیشتر مورد استفاده اشراف امپراتوری قرار می‌گرفت. این حمام در سرتاسر شهرهای امپراتوری روم از تراکیه تا جزیره بریتانیا ساخته می‌شد اما در هر شهر فقط یکی از آن‌ها وجود داشت.